# Gobernación de Irbid
La gobernación de Irbid (en árabe: إربد) es una de las doce gobernaciones de Jordania. Esta se encuentra localizada al norte de Amán, la ciudad capital del Reino Hachemita de Jordania. El centro de la gobernación de Irbid es la ciudad de Irbid, la capital de la gobernación mencionada.
Irbid se caracteriza por su situación estratégica, su importancia histórica y arqueológica y el papel económico que ésta juega. Irbid está en lo alto de las regiones jordanas agrícolas sobre todo en la producción de cítricos, aceitunas, trigo y miel de abeja.

## Demografía
Con una superficie total de 1.572 km² y una población compuesta por unos 950.695 habitantes, su densidad poblacional es de 604,8 personas por cada kilómetro cuadrado.

## Economía
La crisis económica mundial , tal como se informa en septiembre de 2009 se está ocupando otro golpe a uno de los proyectos más grandes de Israel conjunta con el mundo árabe : Al-Hassan Industrial Estate en Irbid.

## Divisiones internas
La gobernación de Irbid se encuentra subdividida en nueve áreas o nahiyas a saber:
- Al-Qasabeh
- Bani Obaid
- Al-Mazar Al-Shamali
- Ramtha
- Bani Kinaneh
- Koura
- Al-Aghwar Shamaliyyeh
- Taybeh
- Wasatieh